# 中村直人 (ラグビー選手)
中村 直人（なかむら なおと、1969年1月18日 - ）は、日本の実業家、元ラグビー選手。競技引退後は、祖父が創業した酒類販売店「なおかつ」の代表取締役社長を務めている。

## プロフィール
- 京都府出身[1]。
- 現役時代のポジションはプロップ(PR)。
- 日本代表通算キャップ数は20でラグビーワールドカップ1999の日本代表に選ばれた[2]。

## 略歴
洛北高校（同期にサッカー選手・指導者の曺貴裁がいる）、同志社大学を経て、1991年、サントリー（現：東京サントリーサンゴリアス）に加入。
1998年5月3日に行われたパシフィック・リム選手権カナダ戦で日本代表初キャップを獲得した。
2002年、現役を引退した。
その後サントリーサンゴリアス、キヤノンイーグルスのコーチを経て、2013年、同志社高校のヘッドコーチ就任。

## メディア出演
- ラニーノーズの鼻（KBS京都ラジオ） - 2020年秋より、なおかつ提供コーナー「中村直人のご縁にカンパイ!」に出演。
- 伊藤史隆のラジオノオト（ABCラジオ） - 2023年1月12日（木曜日）放送分「ようこそ!ラジオノオトへ」コーナーに出演。『ラニ鼻』で共演している向井亜季（同曜日パートナー）と他局でも顔を合わせることに。